# Francisco de Lima
Francisco de Lima O.Carm. (Lisboa, 1629 — Olinda, 23 de abril de 1704) foi um religioso carmelita luso-brasileiro do período colonial. Foi notável Bispo de Pernambuco.

## Biografia
Filho de João de Lima e de sua esposa Maria das Neves, ambos oriundos de distintas famílias lisboetas . Fez seus estudos regulares na cidade de Lisboa, formando-se na Universidade de Évora. Mais tarde ingressando na carreira religiosa. Recebeu o hábito carmelita em 19 de setembro de 1649, no convento da respectiva ordem . Dando início à sua atividade prática exerceu os empregos de lente de Teologia na Universidade de Évora e visitador-reformador do convento dos carmelitas no concelho da Horta, Ilha do Faial (Açores). Depois dessa fase passou ao Brasil, onde foi vigário da província eclesiástica. Regressando ao reino em 8 de maio de 1683, foi eleito secretário da província dos carmelitas e, a partir de 1686, prior do convento de Lisboa.
Em dezembro de 1691, foi eleito bispo do Maranhão, não tendo, porém, tomado posse efetiva do cargo.
No entanto, através da bula do papa Inocêncio XII, de 22 de agosto de 1695, foi eleito bispo de Pernambuco, de cujo cargo tomou posse em 22 de fevereiro de 1696 . Segundo o historiador Reginaldo Miranda, sua ação foi das mais profícuas e elogiadas no Bispado de Pernambuco, dedicando seu maior empenho na catequese dos índios, fundando várias missões e reorganizando outras  . Consta que na idade de 70 anos e mesmo com a saúde debilitada, enfrentando todos os incômodos, percorreu o inóspito sertão visitando todo o território de sua dilatada diocese, onde deixou uma memória honrosa.